# Nelson Baker
Nelson Baker (ur. 16 lutego 1841; zm. 29 lipca 1936) – amerykański Czcigodny Sługa Boży Kościoła katolickiego.

## Życiorys
Nelson Baker urodził się 16 lutego 1841 roku. Zwiedził kościół Matki Bożej Zwycięstwa. W dniu 19 marca 1876 roku otrzymał święcenia kapłańskie, a w 1881 roku został przeniesiony do parafii Mariackiej Corning w Nowym Jorku. W 1904 roku został mianowany wikariuszem generalnym diecezji Buffalo. Zmarł 29 lipca 1936 roku mając 95 lat w opinii świętości. W 1987 roku rozpoczął się jego proces beatyfikacyjny.